# Estrella flagelada
Estrella flagelada (Whipping Star) es una novela de ciencia ficción de 1970 del escritor estadounidense Frank Herbert. Es la primera novela de larga duración ambientada en El universo sintiente establecido por Herbert en sus cuentos Una cuestión de huellas (A Matter of Traces) y El saboteador táctico (The Tactful Saboteur).

## Resumen de la trama
En un futuro lejano, la humanidad se ha puesto en contacto con muchas otras especies inteligentes: Gowachin, Laclac, Wreaves, Pan Spechi, Taprisiots y Caleban (entre otras) y ha ayudado a formar el Universo sintiente para gobernar entre las especies. Después de sufrir bajo una democracia pura y tiránica que tenía el poder de crear leyes tan rápido que no se podía pensar en los efectos, los inteligentes de la galaxia encontraron la necesidad de una Oficina de Sabotaje (BuSab) para frenar al gobierno, impidiéndole, por lo tanto, legislar temerariamente.
En Estrella flagelada, Jorj X. McKie es un saboteador extraordinario, un alborotador nato que naturalmente se ha convertido en uno de los mejores agentes de BuSab. Cuando comienza la novela, se revela que los calibanes, que son seres visibles para otras especies inteligentes como estrellas, han ido desapareciendo uno por uno. Cada desaparición va acompañada de millones de muertes de conscientes y casos de locura incurable.
Noventa años antes del escenario de Estrella flagelada, aparecieron los calibanes y ofrecieron puertas de salto a la especie colectiva, lo que permitió a los seres inteligentes viajar instantáneamente a cualquier punto del universo. Aceptando con gratitud, Universo sintiente no cuestionó las consecuencias. Ahora Mliss Abnethe, una mujer humana psicótica con inmenso poder y riqueza, ha vinculado a una calibana (llamada Fannie Mae) en un contrato que permite que la calibana sea azotada hasta la muerte; cuando la calibana muera, todos los que alguna vez hayan usado una puerta de salto (que son casi todos los adultos en el mundo sintiente y muchos de los jóvenes) también morirán.
Los calibanes comienzan a desaparecer uno a la vez, dejando nuestro plano de existencia (o saliendo de "nuestra ola") para salvarse. Como todos los calibaneses están conectados, si todos permanecieran en nuestra existencia, cuando Fannie Mae muriera, todos los calibaneses morirían. A medida que sale cada calibana, millones de sintientes mueren o se vuelven locos. McKie tiene que encontrar a Mliss Abnethe y detenerla antes de que Fannie Mae alcance, en sus palabras, la "discontinuidad final". Pero está limitado por la ley que protege a los particulares al restringir los servicios de BuSab a las entidades públicas.
McKie logra salvar a Fannie Mae al abrir una puerta de salto al espacio que desvía una gran nube interestelar de (presumiblemente) hidrógeno hacia su cuerpo estelar, rejuveneciéndola de su tortura a manos de los secuaces Palenki contratados por Mliss Abnethe. Fannie Mae aceptó el contrato con Abnethe a cambio de educación. Los calibanes tienen grandes dificultades para comprender y comunicarse con las especies más limitadas de sintientes (y viceversa), pero Fannie Mae tiene curiosidad. La riqueza de Abnethe proporciona los mejores tutores a cambio del acuerdo de Fannie Mae para recibir los azotes. Abnethe tiene una racha de locura sádica, pero una sesión de acondicionamiento al estilo de La Naranja Mecánica ordenada por un tribunal la deja incapaz de tolerar el sufrimiento de los demás. Abnethe necesitaba una calibana para recibir los latigazos porque anhelaba una manera de satisfacer sus impulsos sádicos y las calibanas no transmiten su dolor de una manera que otras especies puedan reconocer fácilmente.

## Obras relacionadas
Whipping Star fue seguido en 1977 por El experimento Dosadi (The Dosadi Experiment) de Herbert y precedido por el cuento El saboteador táctico. Si bien estas historias no están exactamente relacionadas con Estrella flagelada, tienen lugar en el mismo universo imaginario y tienen el mismo personaje principal, Jorj X. McKie.
El "perro silla" mencionado en la página 67 de la novela original, también se menciona en varias novelas de la serie Dune; tanto la serie original de Frank Herbert como la serie extendida de Brian Herbert y Kevin J. Anderson.

## Personajes principales
- Jorj X. McKie - Sabotaje extraordinario de BuSab - Humano.
- Bildoon - Director BuSab - Pan Spechi.
- Fannie Mae - Calibana.
- Mliss Abnethe - Mujer rica - humana.